# Miguel Ribeiro
Miguel Ribeiro (Sintra,  1974) é um argumentista e realizador português. 
O seu nome completo é Luís Miguel Ribeiro Santo Vaz. 

## Formação académica
Licenciou-se em Ciência Política na Universidade Lusófona de Humanidades e Tecnologias  em 1999. Estudou Realização de Cinema na New York Film Academy  em 2002.
Em 2003 frequentou o curso de especialização em Documentário, da Videoteca Municipal de Lisboa. 
Concluiu em 2005, a pós-graduação em Direito da Inclusão, na Faculdade de Direito da Universidade de Coimbra.

## Formação complementar
O primeiro curso de vídeo foi realizado no IPJ de Lisboa, com o formador Miranda Ferreira. Dessa altura um curso de escrita para argumento, 
com Luís Falcão, no Centro em Movimento, então localizado na Praça da Alegria, 
local de habitação da mais bela Paineira Rosa (Ceiba Speciosa) de Lisboa. 
Entre outros outros cursos de Cinema e escrita de argumentos, destaca-se o seminário Story com Robert McKee, em Novembro de 2008 e o curso com Linda Seger.

## Filmografia
- Poesia de segunda categoria, curta-metragem em produção, 2010
- Making a Man, documentário, 2007
- Aquecimento, documentário, 2004
- Um quadro de rosas, documentário, 2003
- Interrogatório legal, curta-metragem, 2003